# La leyenda del Príncipe Valiente
La leyenda del Príncipe Valiente es una serie de dibujos animados estadounidense basada en el cómic Príncipe Valiente creado por Harold Foster. Situado en la época del Rey Arturo, narra las aventuras de un príncipe exiliado que busca Camelot para convertirse en uno de los Caballeros de la Mesa Redonda. Él comienza su búsqueda tras un sueño de Camelot y su idealismo del Nuevo Orden.
La serie, titulada originalmente "The legend of Prince Valiant", fue retransmitida en Estados Unidos por Family Channel de 1991 a 1993, con un número de 65 capítulos. 
En España fue estrenada el 27 de septiembre de 1992 en Televisión Española, y gozó de una buena acogida. En Latinoamérica también obtuvo un buen lugar en la audiencia.

## Argumento
Al igual que el cómic original, la serie comienza con la caída de Thule, el reino de ficción del cual el Príncipe Valiente es heredero. Valiente, sus padres, y un grupo de supervivientes del castillo son exiliados por el implacable conquistador Cynan a un pantano a través del mar. El joven príncipe, profundamente entristecido por esta derrota y vengativo hacia Cynan, intenta sacar el máximo provecho de su nueva vida, pero ansía algún propósito mayor. Se da cuenta del propósito cuando tiene una serie de sueños acerca de un reino llamado Camelot, el Rey Arturo, Merlín, y los Caballeros de la Mesa Redonda. Valiente se convierte en un apasionado de Camelot, y del Nuevo Orden, que se basa en unos ideales por los cuales, la verdad, la justicia, el honor y la amistad deben ser los rectores, las fuerzas del pueblo en las relaciones con los demás. Contra los deseos de su padre, Valiente deja los pantanos en busca de Camelot para que poder servir al Rey Arturo como Caballero de la Mesa Redonda.

## Lista de capítulos
# -Título en inglés (Título en español)

01-The Dream (El Sueño)

02-The Journey (El Viaje)

03-The Blacksmith's Daughter (La hija del herrero)

04-The Kidnapping (El Secuestro)

05-The Trust (La Esperanza)

06-The Finding of Camelot (La llegada a Camelot)

07-The Gift (El Obsequio)

08-The Singing Sword (La Espada que Canta)

09-The Trust Betrayed (Un traidor en Camelot)

10-The Secret Of Perilous Garde (El secreto del castillo peligroso )

11-The Dawn Of Darkness (El amanecer de la oscuridad)

12-The Visitor (El Visitante)

13-The Trap (La Trampa)

14-The Return (El Regreso)

15-The Awakening (El Despertar)

16-The Turn Of The Wheel (La vuelta de la rueda)

17-The Competitor (El Competidor)

18-The Road Back (El Camino de Regreso)

19-The Fist Of Iron (El Puño de Acero)

20-The Waif (El Granuja)

21-The Guardian (El Guardián)

22-The Battle Of Greystone (La batalla de Greystone)

23-The Reunion (La reunión)

24-The Choice (La decisión)

25-The Triumph (El triunfo)

26-The Dream Come True (El sueño se cumplió)

27-The Lost (El perdido)

28-The Beggar (El mendigo)

29-The Black Rose (La rosa negra)

30-The Deception (El engaño)

31-The Cursed (El abominable)

32-The Flute (La flauta)

33-The Color Of Honor (El color del honor)

34-The Traitor (El traidor)

35-The Tree (El árbol)

36-The Crossbow (La ballesta)

37-The Lesson Twice Learned (Una lección dos veces aprendida)

38-The Princess Aleta (La princesa Aleta)

39-The Voyage (El Viaje)

40-Mordred's Return (El regreso de Mordred)

41-The Rescue (El rescate)

42-The Parting (La partida)

43-Peace On Earth (Paz en la Tierra)

44-Empty Justice (Justicia Vana)

45-The Rival (La rival)

46-The Walls Of Tyranny (Los muros de la tiranía)

47-The Jubilee (El aniversario)

48-The Treaty (El tratado)

49-The Blackest Poison (El más negro de los venenos)

50-The Hero (El héroe)

51-The Vision (La visión)

52-The Shadows Of Destiny (Las sombras del destino)

53-The Eyes Of The Serpent (Los ojos de la serpiente)

54-The Spirit Of Valor (El espíritu del valor)

55-The Aurora (La aurora)

56-The Burning Bridge (El puente en llamas)

57-The Sage (La consejera)

58-The Song Of Valor (La canción del valor)

59-The Ring Of Truth (La sortija verdadera)

60-A Light In The Dark (Una luz en la oscuridad)

61-The Ghost (El fantasma)

62-A New Dawn (El nuevo amanecer)

63-The Death Of Arthur (La muerte de Arturo)

64-The Gathering Storm (La tormenta se avecina)

65-The Hinge Of Fate (El eje del destino)

## Videojuegos
En 1992, King Features desarrolló un videojuego de la serie de televisión para Nintendo Entertainment System y Game Boy, sólo para Europa. El juego, publicado por Ocean, narra la historia de Valiente en su búsqueda de Camelot al principio de la temporada. El jugador controla a Valiente, y le permite caminar, saltar y tirar las cosas a los oponentes. Los obstáculos son típicas trampas de pozo, el agua y los peligrosos arqueros que disparan flechas.

## Pack de DVD
El 15 de abril de 2006, Navarre's BCI envió un comunicado de prensa anunciando que La leyenda del Príncipe Valiente - La Serie Completa, Volumen Uno sería oficialmente lanzada en cinco discos DVD el 4 de julio de 2006. El primero de dos volúmenes previstos, incluye los primeros treinta y tres episodios de la serie junto con los extras que incluyen la entrevista a los creadores, comentarios de cada episodio, galerías y storyboard. 
La leyenda de Prince Valiente - La serie completa, Volumen Dos salió al mercado el 16 de enero de 2007.
- Datos: Q1507323